# Karl Lorenz
Pour les articles homonymes, voir Lorenz.
Karl Lorenz est un Generalmajor allemand, né le 24 janvier 1904 à Hanau et mort le 3 octobre 1964 à Bad Godesberg.
Il a servi dans la Heer de la Wehrmacht (l'armée de terre allemande) pendant la Seconde Guerre mondiale, notamment en commandant la Panzergrenadier-Division Grossdeutschland de septembre 1944 jusqu'à la fin du conflit.
Il a été décoré de la croix de chevalier de la croix de fer avec feuilles de chêne sur le front de l'Est en février 1944.

## Récompenses et décorations
- Croix de fer (1939)
  - 2e classe (23 septembre 1939)
  - 1re classe (24 juin 1940)
- Médaille du front de l'Est
- Croix allemande en or (2 janvier 1942)
- Croix de chevalier de la croix de fer avec feuilles de chêne
  - Croix de chevalier le 17 décembre 1942 en tant que Major et commandant du Pionier-Battalion Großdeutschland[1]
  - 395e feuilles de chêne le 12 février 1944 en tant que Oberst et commandant du Grenadier-Regiment Großdeutschland[2]